# Acontia wahlbergi
Acontia wahlbergi är en fjärilsart som beskrevs av Hans Daniel Johan Wallengren 1856. Acontia wahlbergi ingår i släktet Acontia och familjen nattflyn. Inga underarter finns listade i Catalogue of Life.